# BBC Radio 1 Live in Concert (альбом Echo & the Bunnymen)
BBC Radio 1 Live in Concert — живий альбом англійської групи Echo & the Bunnymen, який був випущений 18 вересня 1992 року.

## Композиції
1. Rescue — 3:52
2. Heaven Up Here — 3:25
3. With a Hip — 2:43
4. Bombers Bay — 4:27
5. All I Want — 3:50
6. Back of Love — 3:00
7. Crocodiles — 4:02
8. Zimbo — 4:02
9. Seven Seas — 2:49
10. Bedbugs and Ballyhoo — 2:51
11. The Cutter — 3:30
12. Show of Strength — 4:22
13. Lips Like Sugar — 5:10
14. Thorn of Crowns — 5:26

## Учасники запису
- Іен Маккаллох — вокал
- Уїлл Сарджент — гітара
- Стівен Бреннан — бас гітара
- Горді Гоуді — гітара
- Кері Джеймс — клавішні
- Ніколас Килрой — ударні